# Гаолате, Ндаба
Ндаба Нкосинати Гаолате (англ. Ndaba Nkosinathi Gaolathe; род. 5 сентября 1971, Габороне) — ботсванский экономист и политик, в настоящее время занимающий пост вице-президента Ботсваны и министра финансов с 7 ноября 2024 года при президенте Думе Боко. Гаолате является лидером Альянса прогрессистов, одной из партий правящей коалиции «В защиту демократических перемен» (UDC). После выборов 2024 года он также был избран членом Национальной ассамблеи Ботсваны от избирательного округа Габороне Боннингтон Саут, и ранее занимал эту должность с 2014 по 2019 год.

## Биография
Гаолате родился в сентябре 1971 года в Габороне в семье Баледзи Гаолате, который занимал пост министра финансов Ботсваны с 1999 по 2009 год при президентах Фестусе Могае и Яне Кхаме. Он учился в начальной школе Леседи и средней школе Габороне, затем изучал экономику в Университете Джорджа Вашингтона в Соединённых Штатах, а затем получил степень магистра делового администрирования в области финансов в Уортонской школе Пенсильванского университета, завершив обучение в 1997 году.
Первоначально Гаолате был членом Демократической партии Ботсваны (BDP), которая правила страной с момента обретения страной независимости в 1966 году, но покинул её во время президентства Яна Камы и присоединился к Ботсванскому движению за демократию (BMD), основанному Гомолемо Мотсваледи. Гаолате стал видным лидером BMD и сыграл ключевую роль в объединении партии с альянсом «В защиту демократических перемен» (UDC), наряду с Национальным фронтом Ботсваны (BNF) и Народной партией Ботсваны (BPP), двумя другими оппозиционными партиями BDP. После внезапной смерти Мотсваледи в автокатастрофе в 2014 году Гаолате сменил его на посту лидера партии и баллотировался в качестве напарника Думы Боко (лидера BNF и UDC) на парламентских выборах того года, где UDC занял второе место. Гаолате был избран членом парламента от Габороне Боннингтон Саут.
В июле 2017 года, на фоне внутреннего конфликта в BMD, Гаолате покинул UDC и был исключён из партии, впоследствии основав Альянс прогрессистов, социально-либеральную партию, которую он возглавляет с тех пор. Гаолате баллотировался в качестве кандидата в президенты от AP на парламентских выборах 2019 года, заняв третье место с 5,12 % голосов избирателей, но потеряв своё место в парламенте.
Гаолате инициировал переговоры о формировании альянса с партией конгресса Ботсваны (BCP), возглавляемой Думелангом Салесхандо, в преддверии выборов 2024 года. После того, как эти переговоры провалились, AP решила воссоединиться с UDC, и Гаолате возобновил свою роль второго лица в коалиции, по сути став фактическим соперником «Боко» на выборах. После решительной победы UDC, которая ознаменовала первое в истории поражение BDP и восхождение Боко на пост президента, Гаолате, вернувший себе место в парламенте, рассматривался как наиболее вероятный кандидат на пост вице-президента в кабинете Боко. 4 ноября, через несколько дней после вступления в должность, Боко утвердил Гаолате в должности своего вице-президента.